# Авіаносці типу «Наірана»
Авіаносці типу «Наірана» (англ. Nairana-class) — серія британських ескортних авіаносців часів Другої світової війни.

## Історія створення
У 1942 році 3 недобудовані рефрижератори були реквізовані Адміралтейством та переобладнані в ескортні авіаносці. Невеликий ступінь готовності кораблів дав змогу внести в конструкцію низку істотних змін — збільшено кількість водонепроникних переборок, раціонально розміщені погреби боєзапасу та авіаційного бензину. Загалом авіаносці типу «Наірана» були найвдалішими британськими ескортними авіаносцями.

## Конструкція
Авіаносці типу «Наірана» — єдині британські ескортні авіаносці, які мали посилену польотну палубу, яка забезпечувала додаткову жорсткість корпусу. Вони мали широкі ангари, по одному літакопідйомнику, були обладнані катапультою C-II, аерофінішерами та аварійним бар'єром. На всіх кораблях був розміщений баласт масою від 1620 до 3000 тонн.
Авіаносці були розраховані на використання 15—20 літаків масою до 7 тонн. Авіаційний боєзапас складався з 21 торпеди, 270 глибинних бомб, 126 227-кг бомб та 180 113-кг бомб. Запас авіаційного палива становив 235 000 л.
Зенітне озброєння складалося з 2 гармат Mk XVI, 16 автоматів «Ерлікон» та 16 автоматів «Пом-пом».
Авіаносці були оснащені радарами (типів 277, 281B та 293) та американськими радіомаяками YE. На Кампанії вперше був обладнаний бойовий інформаційний центр.

## Представники
| Назва                                   | Номер | Будівництво          | Закладений            | Спущений на воду    | Вступив у стрій     | Доля                                                                      |
| --------------------------------------- | ----- | -------------------- | --------------------- | ------------------- | ------------------- | ------------------------------------------------------------------------- |
| Наірана HMS Nairana HNLMS Karel Doorman | D05   | John Brown & Company | 6 листопада 1941 року | 20 травня 1943 року | 12 грудня 1943 року | у 1946 році переданий Нідерландам, пізніше переобладнаний у торгове судно |
| Віндекс Vindex                          | D15   | Swan Hunter          | 1 липня 1942 року     | 4 травня 1943 року  | 3 грудня 1943 року  | знятий з озброєння у 1947 році, переобладнаний у торгове судно            |
| Кампанія Campania                       | D48   | Harland & Wolff      | 12 серпня 1941 року   | 17 червня 1943 року | 7 березня 1944 року | знятий з озброєння у 1952 році, у 1955 році пущений на злам               |